# Солом'яні пси (фільм, 2011)
«Солом'яні пси» (англ. Straw Dogs) — ремейк однойменного фільму 1971 року, який, у свою чергу, є екранізацією роману шотландського письменника Гордона Вільямса «Облога ферми Тренчера». Режисером, продюсером і сценаристом фільму є Род Лурі. Світова прем'єра відбулася 16 вересня 2011 року.

## Сюжет
Лос-анджелеський сценарист Девід Самнер разом із дружиною Емі переїжджає на Південь, в місця її юності. Там, у тиші й спокої, він планує написати черговий сценарій. Але маленьке містечко виявляється досить недружелюбним: селяни зневажають новачків, провокуючи насилля. Девіду доведеться стати на захист своєї сім'ї та моральних принципів.

## У ролях
- Джеймс Марсден — Девід Самнер
- Кейт Босворт — Емі Самнер
- Александр Скарсгорд — Чарлі Веннер
- Джеймс Вудс — тренер Том Хеддон
- Різ Койро — Норман
- Біллі Лаш — Кріс
- Дрю Павелл — Біг
- Домінік Перселл — Джеремі Найлз
- Лаз Алонсо — помічник шерифа Джон Берк
- Волтон Гоггінс — Деніел Найлз
- Вілла Голланд — Дженіс Хеддон
- Енсон Маунт — тренер Стен Мілкенс

## Зйомки
- Зйомки фільму почались 16 серпня 2009 року і проходили в містах Шривпорті[1][2] і Вівіані штату Луїзіана.